# Malvalthaea palmata
Malvalthaea palmata är en malvaväxtart som beskrevs av Harald Harold Udo von Riedl. Malvalthaea palmata ingår i släktet Malvalthaea och familjen malvaväxter. Inga underarter finns listade i Catalogue of Life.